# Orfelia defecta
Orfelia defecta är en tvåvingeart som beskrevs av Edwards 1931. Orfelia defecta ingår i släktet Orfelia och familjen platthornsmyggor.
Artens utbredningsområde är Grenada. Inga underarter finns listade i Catalogue of Life.